# Etnohistoria
Etnohistoria – subdyscyplina amerykańskiej antropologii kulturowej, bazujący na reinterpretacji źródeł pisanych (czyli historycznych) z perspektywy antropologicznej.
Badania etnohistoryczne zorientowane są na poznanie przeszłości kultur pozaeuropejskich (głównie amerykańskich), szczególnie okresu wczesnokolonialnego, a zatem dotyczą przede wszystkim momentu zetknięcia z euroamerykańską cywilizacją. Mają one na celu wypełnienie "luki czasowej" powstającej w zestawieniu ze sobą badań archeologicznych z badaniami profesjonalnych antropologów XIX i XX w.
Specyfiką badań etnohistorycznych jest prezentacja wydarzeń historycznych z tzw. punktu widzenia tubylca, jego oczami. Tym samym etnohistorycy przedstawiają często odmienne, alternatywne interpretacje wydarzeń znanych z klasycznej, "zachodniej" historiografii. Najbardziej znane przykłady to m.in. prace Wyspy historii i Jak myślą "tubylcy": O kapitanie Cooku, na przykład Marshalla Sahlinsa czy The Vision of the Vanquished: The Spanish Conquest of Peru through Indian Eyes, 1530–1570 Nathana Wachtela (1971).
Na gruncie europejskim analogiczną funkcję pełni antropologia historyczna, która jako część brytyjskiej antropologii społecznej, znajduje się pod silnym wpływem francuskiej mikrohistorii.